# Jörg Wunderlich
Jörg Wunderlich (abreviado Wunderlich) (1952) es un naturalista, y aracnólogo alemán. Especialista en arañas, que sobre todo estudió las arañas fósiles tomadas en el ámbar y en el copal.

## Honores

### Eponimia
Animales
- Eusimonia wunderlichi Pieper 1977
- Oedothorax wunderlichi Brignoli, 1983
- Dolichoiulus wunderlichi Enghoff, 1992
- Telema wunderlichi Song & Zhu, 1994
- Cratosolpuga wunderlichi Selden in Selden & Shear, 1996
- Tenuiphantes wunderlichi Saaristo & Tanasevitch, 1996
- Carbinea wunderlichi Davies, 1999
- Bianor wunderlichi Logunov, 2001
- Dryinus wunderlichi Olmi & Bechly 2001
- Theridion wunderlichi Penney, 2001
- Xysticus wunderlichi Logunov, Marusik & Trilikauskas, 2001
- Pavlostysia wunderlichi Popov, 2008

Vegetales
- (Brassicaceae) Cochlearia wunderlichii C.A.Mey. ex Claus[1]

## Taxones descritos
- Acartauchenius orientalis
- Acartauchenius sardiniensis
- Achaeridion conigerum
- Acorigone
- Afribactrus stylifrons
- Ameridion
- Anatolidion gentile
- Australolinyphia remota
- Brasilionata arborense
- Calcarsynotaxus
- Canalidion montanum
- Canariellanum
- Canarionesticus quadridentatus
- Canariphantes
- Crassignatha
- Dipoenata
- Dippenaaria luxurians
- Dysdera portisancti
- Eurypoena tuberosa
- Exalbidion
- Heterotheridion nigrovariegatum
- Jamaitidion jamaicense
- Macaridion barreti
- Magnopholcomma globulus
- Microsynotaxus
- Monetoculus parvus
- Oecobius alhoutyae
- Oecobius cambridgei
- Oecobius selvagensis
- Ohlertidion
- Orchestina furcillata
- Ossinissa justoi
- Pimoidae
- Pisaura acoreensis
- Pycnoepisinus kilimandjaroensis
- Rugathodes acoreensis
- Rugathodes madeirensis
- Sardinidion blackwalli
- Simitidion
- Sinanapis
- Sinopimoa bicolor
- Spermophorides
- Synaphridae
- Tekellatus lamingtoniensis
- Telemofila
- Theridion chakinuense
- Theridion nasutum
- Typhlonesticus absoloni

- La abreviatura «J.Wund.» se emplea para indicar a Jörg Wunderlich como autoridad en la descripción y clasificación científica de los vegetales.[2]

## Abreviatura (zoología)
La abreviatura Wunderlich  se emplea para indicar a Jörg Wunderlich como autoridad en la descripción y taxonomía en zoología.